# Мітченко Тетяна Євгенівна
Мітченко Тетяна Євгенівна (нар. 25 грудня 1951, м. Київ) — фахівець у галузі очищення води. Доктор технічних наук (1996), професор (2015).

## Життєпис
1974 — закінчила Київський політехнічний інститут, Хіміко-технологічний факультет (ХТФ), Кафедра технології електрохімічних виробництв.
1974—1996 — провідний науковий співробітник лабораторії екологічних проблем НДІ Хлорної промисловості.
1981 — захистила дисертацію кандидата технічних наук на тему «Дослідження процесу та розробка технології глибокого очищення стічних вод від кадмію неорганічними сорбентами».
З 1991 — засновник і генеральний директор компанії виробника систем очищення води ТОВ «НВО „Екософт“».
1996 — захистила дисертацію доктора технічних наук на тему «Інтенсифікація сорбційних процесів очищення технологічних розчинів і виробничих стічних вод від мікродомішок металів».
З 1996 — завідувач лабораторії іонного обміну та адсорбції хіміко-технологічного факультету КПІ ім. Ігоря Сікорського.
1996—2014 — консультант компанії Dow Chemical щодо матеріалів для водопідготовки.
З 2001 — головний редактор журналу «Вода і водоочисні технології» та заступник головного редактора журналу «Вода і водоочисні технології. Науково-технічні вісті».
З 2010 — президент ГО «Всеукраїнське Водне Товариство WaterNet». За час управління організувала Всеукраїнський юнацький водний приз, який є національним етапом Міжнародного конкурсу «Stockholm Junior Water Prize» за підтримки Посольства Швеції в Україні. Конкурс проводиться донині.
2018 — стала членом суддівської команди за напрямком «Екологія» у грантовому конкурсі від UKRSIBBANK.
З 2021 — засновник і керівник навчально-дослідно-випробувального Центру сучасних водних технологій на базі ХТФ КПІ ім. Ігоря Сікорського.

## Наукова діяльність
Наукові дослідження пов'язані з вивченням сорбційних, іонообмінних і мембранних процесів. До сфери наукових інтересів входять:
- очищення водних розчинів від мікродомішок перехідних металів;
- очищення стічних вод і технологічних розчинів від ртуті, кадмію, іонів кольорових металів та ін.;
- видалення гумінових речовин з природних вод сорбційними методами;
- оптимізація іонообмінних і мембранних процесів очищення і демінералізації води;
- створення гібридних сорбентів на основі відпрацьованих іонообмінних матеріалів;
- розробка фільтрувальних завантажень для комплексного очищення води;
- розробка мембранних технологій та дослідження процесів очищення стічних вод з їх використанням.

### Впровадження результатів досліджень
Розроблена і впроваджена в промисловість технологія глибокого очищення стічних вод від ртуті вінілпіридиновими аніонітами.
Розроблено та впроваджено в широку експлуатацію фільтрувальне завантаження для комплексного очищення води «Екомікс».

### Книги
- Пономарьов В. Л., Василюк С. Л., Кузьминчук А. В., Поляков В. Р., Стендер П. В., Стеценко В. В., Орестов Є. О., Мудрик Р. Я., Мітченко Т. Є. Серія видань. Світ сучасної водопідготовки. Технологічні рішення / ВУВТ WaterNet, Київ, 2021. — 80 с. ISBN 978-966-97940-1-7.
- Мітченко Т. Є., Пономарьов В. Л., Свєтлєйша О. М., Макарова Н. В., Орестов Є. О., Малецький З. В., Василюк С. Л., Мудрик Р. Я., Сусь М. О., Гудим Н. В., Кульчий С. С. Серія видань. Світ сучасної водопідготовки. Методи і матеріали / за ред. Т. Є. Мітченко // ВУВТ WaterNet, Київ, 2019. — 132 с. ISBN 978-966-97940-2-4.
- Мітченко Т. Е., Андрусишина І. М., Василюк С. Л., Малецький З. В., Макарова Н. В., Мудрик Р. Я., Свєтлєйша О. М., Сусь М. О. Серія видань. Світ сучасної водопідготовки. Актуальні проблеми води / ВУВТ WaterNet, Київ, 2019. — 82 с. ISBN 978-966-97940-1-7.
- Мітченко Т. Е., Квітка О. О., Василюк С. Л., Свєтлєйша О. М. Серія видань. Світ сучасної водопідготовки. Словник основних термінів / ВУВТ WaterNet, Київ, 2019. — 65 с. ISBN 978-966-97940-0-0.
- I.M. Astrelin, H. Ratnaweera, T.E. Mitchenko et. al. Physico-chemical methods of water treatment. Water resources management. — 2015, 630 pages. ISBN 978-82-999978-0-5

### Статті та тези доповідей
- T Mitchenko, S Vasyliuk, Y Driker, Z Maletskyi Multivariate analysis of water quality data for water security [Архівовано 17 листопада 2021 у Wayback Machine.] Тези доповідей Ⅰ Міжнародної науково-технічної конференції "Якість води: біомедичні, технологічні, агропромислові і екологічні аспекти ", 2021.- 25-27 p.
- T Mitchenko, I Kosogina, S Kyrii The Local Solutions for Water Security in Ukraine [Архівовано 17 листопада 2021 у Wayback Machine.] Physical and Cyber Safety in Critical Water Infrastructure, 2021.- 99 p.
- Yevhen Orestov, Tetiana Mitchenko, Nataliia Turcheniuk Economic and environmental benefits of NaCl brine reuse by new membrane technology // Вода і водоочисні технології. Науково — технічні вісті — 2019. — № 1 (24). — С. 34-48.
- Т. Митченко Загрязнение водоемов Украины. Кто виноват и что делать? // Вода и Водоочистные Технологии. — 2019. — № 3 (93). — с. 22-24.
- Y. Orestov, T. Mitchenko New membrane technology for NaCl reuse in industrial water softening // BOOK OF ABSTRACTS: ORAL PRESENTATIONS — PART 1. 9th International Water Association (IWA) Membrane Technology Conference & Exhibition for Water and Wastewater Treatment and Reuse (IWA-MTC 2019) — Toulouse, France, 23 to 27 June 2019 — p. 97-98
- N. Hudym, Y. Orestov, T. Mitchenko Improvement of recovery of domestic reverse osmosis filters with antiscalant media // BOOK OF ABSTRACTS: POSTERS. 9th International Water Association (IWA) Membrane Technology Conference & Exhibition for Water and Wastewater Treatment and Reuse (IWA-MTC 2019) — Toulouse, France, 23 to 27 June 2019 — p. 132—133
- Y. Orestov, T. Mitchenko Novel domestic reverse osmosis filter with reduced waste water discharge // Book of Abstracts Euromembrane 2018, 9-13 July 2018, Palacio de Congresos, Valencia, Spain. — p. 1519—1520.
- Митченко Т. Е. Безопасность воды в Украине и пути ее обеспечения локальными методами водоподготовки. Вода и Водоочистные Технологии. — 2018. — № 4 (90).
- Митченко Т. Е. и др. Современная децентрализованная водоподготовка. Часть 1. Актуальные водные проблемы / ВВО WATERNET, Киев, 2018. — 95 с.
- Y. Orestov, T. Mitchenko Permeate remineralization with targeted magnesium and calcium content for domestic RO units / Proceedings of International Conference MDIW 2017 — Membranes in Drinking and Industrial Water Production, 6–8 February 2017, De Harmonie, Leeuwarden, The Netherlands. P.74
- Митченко Т. Е. Василюк С. Л., Орестов Е. О. От деминерализации к доминерализации. Вода и Водоочистные Технологии. — 2017. — № 1 (83).
- Митченко Т. Е. Эволюция обратного осмоса. Вода и Водоочистные Технологии. — 2017. — № 2 (84).
- Orestov Y., Mitchenko T. Feed water pretreatment for membrane desalination using antiscalant media. Desalination for the Environment: Clean Water and Energy 22-26 May 2016, Rome, Italy
- T.E. Mitchenko et al. Technology remineralization of water for household RO system. — Pure water. Fundamental, applied and industrial aspects (26-28 October 2016, Kyiv): proceedings of the IV International Scientific and Technical Conference / Editors: Kozar M. — Kiev: NTUU «Igor Sikorsky Kyiv Polytechnic Institute», 2016. ISBN 978-617-7177-08-0. — p. 132—134.
- T.E. Mitchenko et al. Household RO system with high permeate output. — Pure water. Fundamental, applied and industrial aspects (26-28 October 2016, Kyiv): proceedings of the IV International Scientific and Technical Conference / Editors: Kozar M. — Kiev: NTUU «Igor Sikorsky Kyiv Polytechnic Institute», 2016. ISBN 978-617-7177-08-0. — p. 135—137.
- Mitchenko T., Maletskyi Z. Human Right to Water in Countries with Transition Economy: Water Quality Monitoring Issues. IWA World Water Congress, 21-26 September 2014, Lisbon, Portugal
- Orestov Y., Mitchenko T. Functionalized Filter Media For Stabilization Treatment Of Cooling Water In Recirculating Systems. IWA World Water Congress, 21-26 September 2014, Lisbon, Portugal
- Mitchenko T.E., Svetleishaya E.M., Astrelin I.M. Removal of natural organic matter by ultrafiltration. Journal of Water chemistry and tecnology. — 2014. — V. 36. — № 1. — p. 25-31.
- Mitchenko T., Orestov Y., Stasiuk N. Water correction for membrane technologies with usage of solid state antiscalant. Ukrainian-Polish Scientific Conference «Membrane and Sorption Processes and Technologies» (Kyiv, December 1-3, 2014). Abstracts.
- Orestov Y., Mitchenko T. Novel method of stabilizing water pretreatment for reverse osmosis desalination. Water Science and Technology: Water Supply. — Vol 14, No 3. — 2014. — p. 478—484.
- Mitchenko T., Sus M. Sorbents with biocidal properties for disinfection of water for various purposes. Water Science and Technology: WaterSupply. — 2014. — 14(1). — p. 376—382.
- TE Mitchenko, AA Kvitka, ZV Maletskij Optimization of membrane system structure for sea water desalination [Архівовано 17 листопада 2021 у Wayback Machine.] Conference: 19. Mendeleev Congress on general and applied chemistry, 2011.- 475 p.

### Патенти
- Automatic machine for production of purified drinking water, RU 139197, 2014
- The hybrid sorbent selective for arsenic, the way it is received, the method of water purification from impurities arsenic and filler cartridge filters, UA 106144, 2014
- The method of water disinfection, UA 105709, 2014
- Means for stabilization treatment of water, process for preparation of such means, cartridge filler for filters, containing such means, and process for treatment of water on membranes of reverse osmosis using such means, UA 104361, 2014
- Thermo-insulation shell, UA 77845, 2013
- Automatic machine for the treatment and discharge of potable water to consumer container, UA 78210, 2013
- Device for stabilization treatment of water, UA 77696, 2012
- Composition of filtering materials, installation and method for deep purification of water from hardness salts, UA 96131, 2011
- Filter loading for complex water treatment, UA 88603, 2011
- Method of deep water softening, UA 37156, 2008
- Filter media for complex water treatment, RU 2305001, 2007
- Water treatment device, UA 12461, 2006
- Water treatment device, RU 51522, 2006
- Composition of the filter media for complex water treatment and device for complex water treatment, UA 53167, 2006
- Filter media for complex water treatment, RU 2240857, 2004
- Filter media for complex water treatment, UA 53167 C2, 2003
- Filter for complex water treatment, RU 29672, 2003
- Method of drinking water treatment, UA 36461A, 2001
- Method of drinking water treatment, UA № 99126955, 1999
- Method of mercury desorption from vinylpyridine anionite, RU 2019292, 1994
- Method for purifying effluents from cadmium, SU 925872, 1980

## Родина
Чоловік — Мітченко Олександр Іванович (1951 р.н.).
Син — Мітченко Андрій Олександрович (1976 р.н.).
Онуки — Мітченко Ліля (2003 р.н.), Мітченко Єлизавета (2008 р.н.).